# Euphyia vilaria
Euphyia vilaria là một loài bướm đêm trong họ Geometridae.